# Lista över Smålands runinskrifter

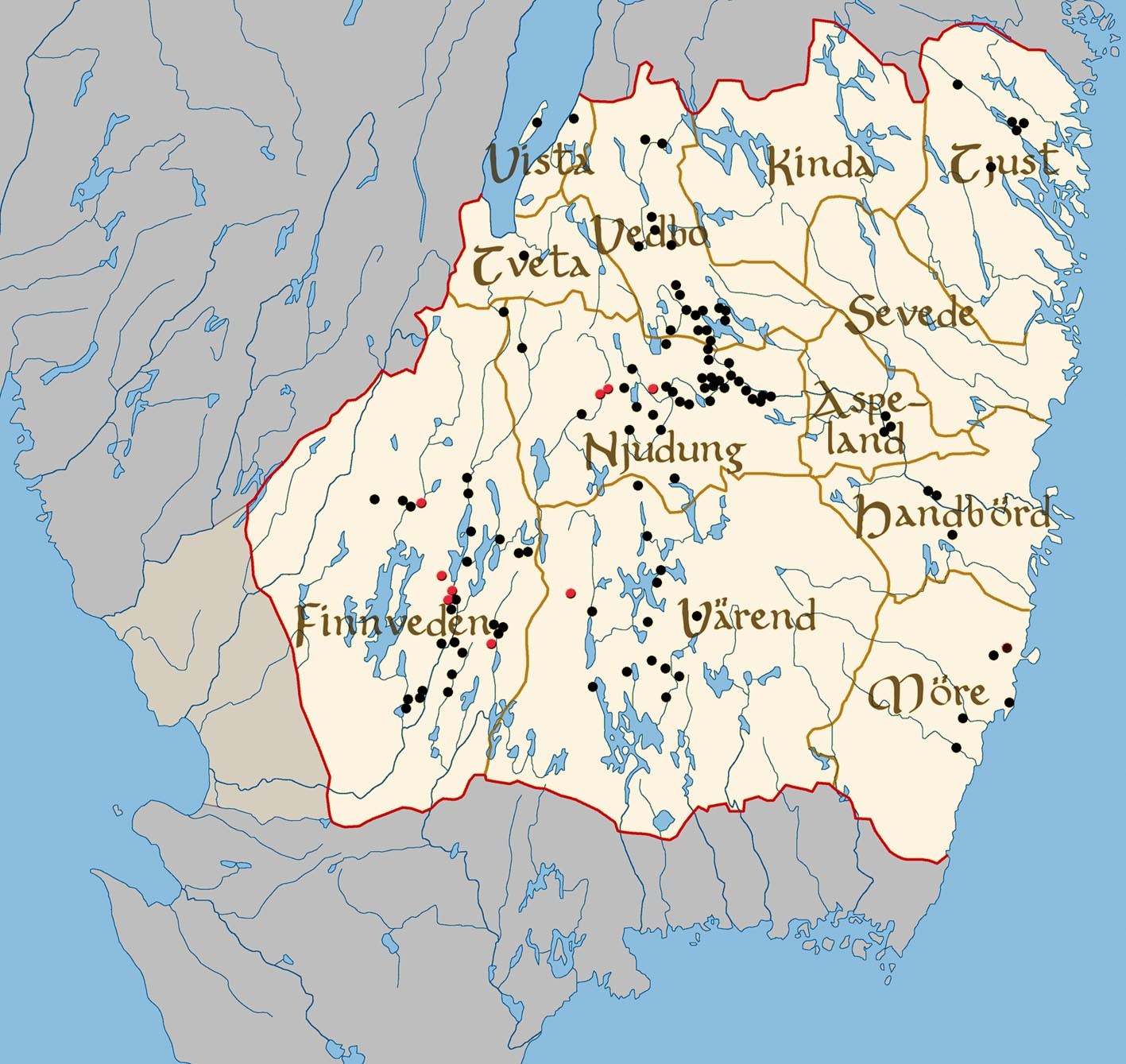
Röda och svarta punkter anger runstenar. Röda punkter visar på runstenar med texter om långväga färder.

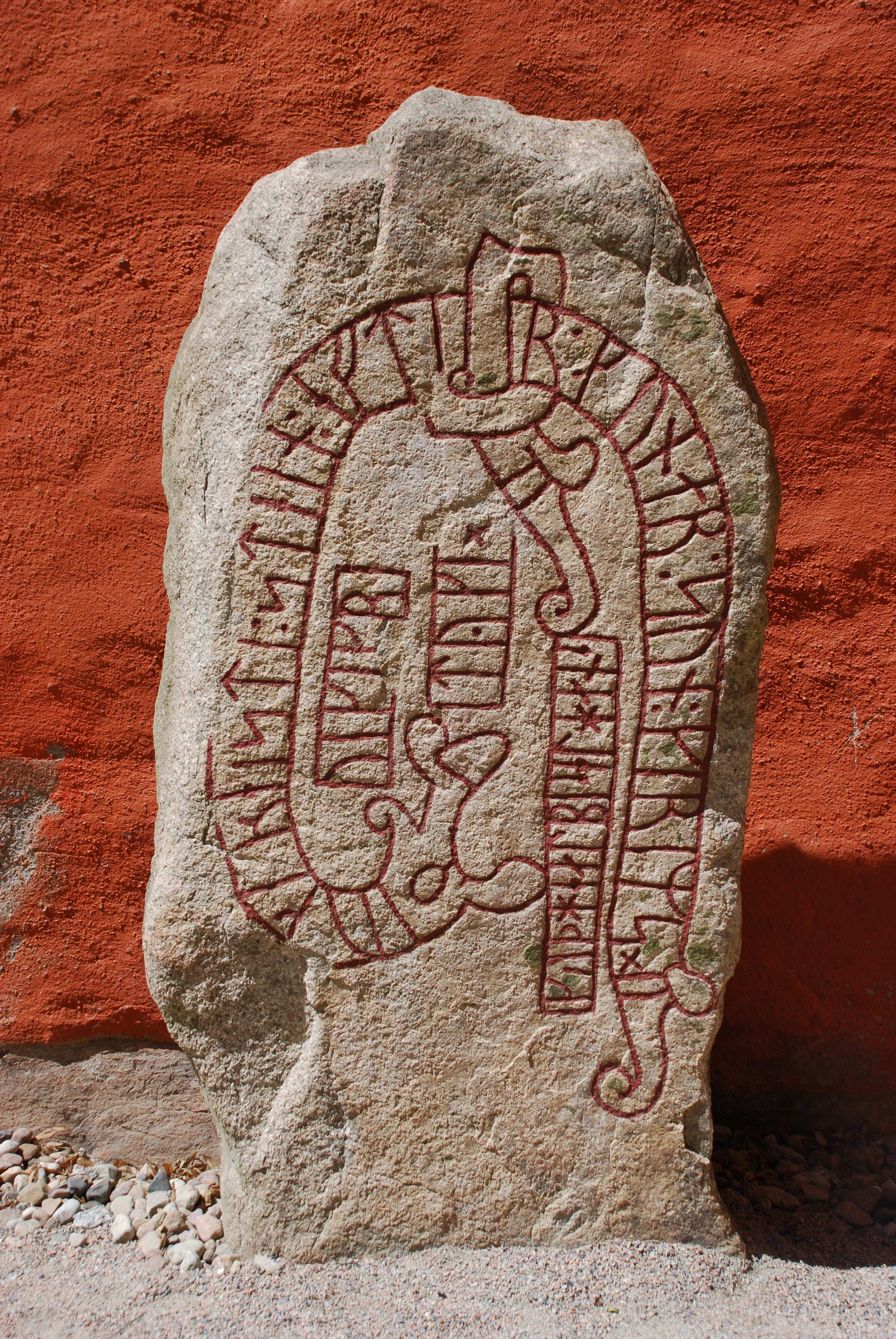
Tyke Vikings sten, Sm 10, utanför Växjö domkyrka.

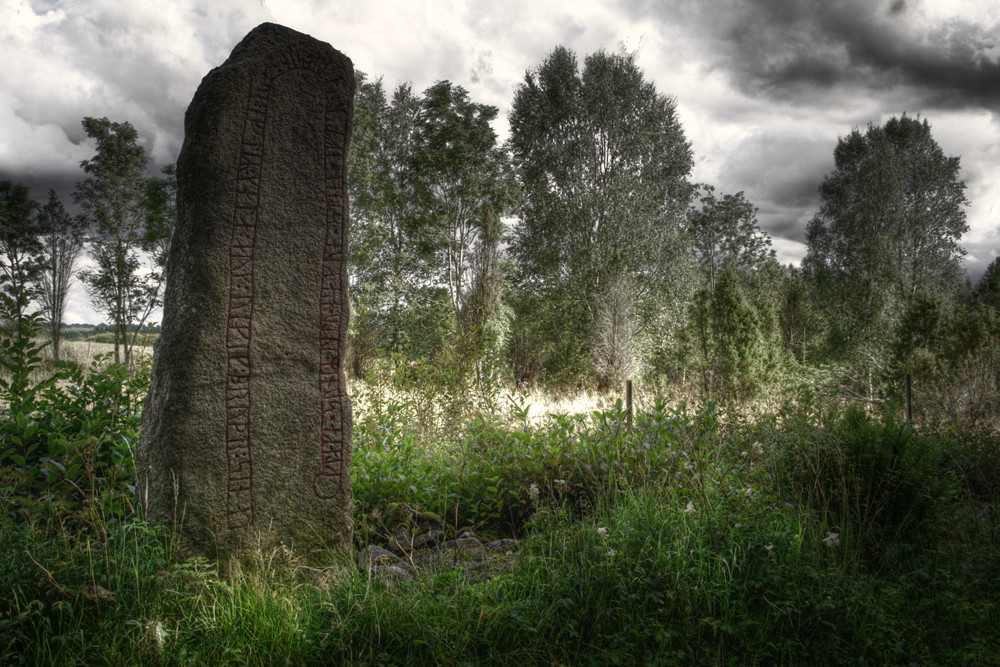
Kung Kåres sten, Sm 11.

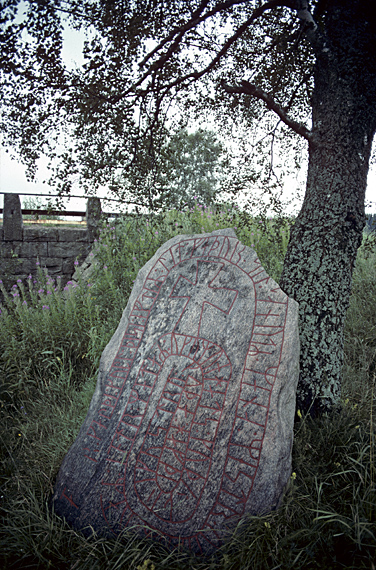
Runsten Sm 37 i Rörbro.

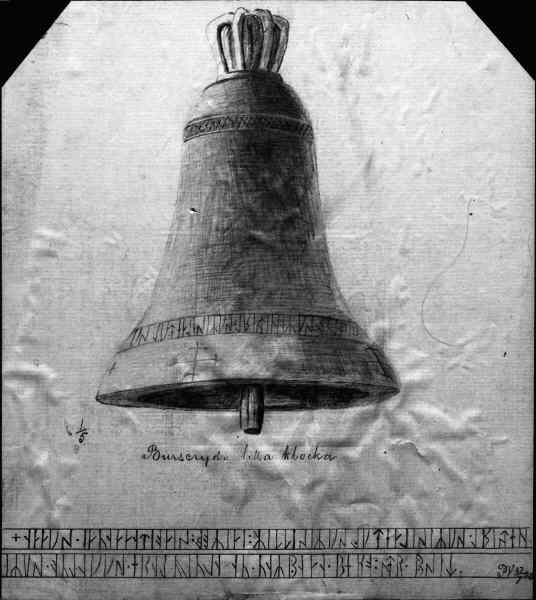
Runinskrift Sm 49 på kyrkklockan i Burseryd.

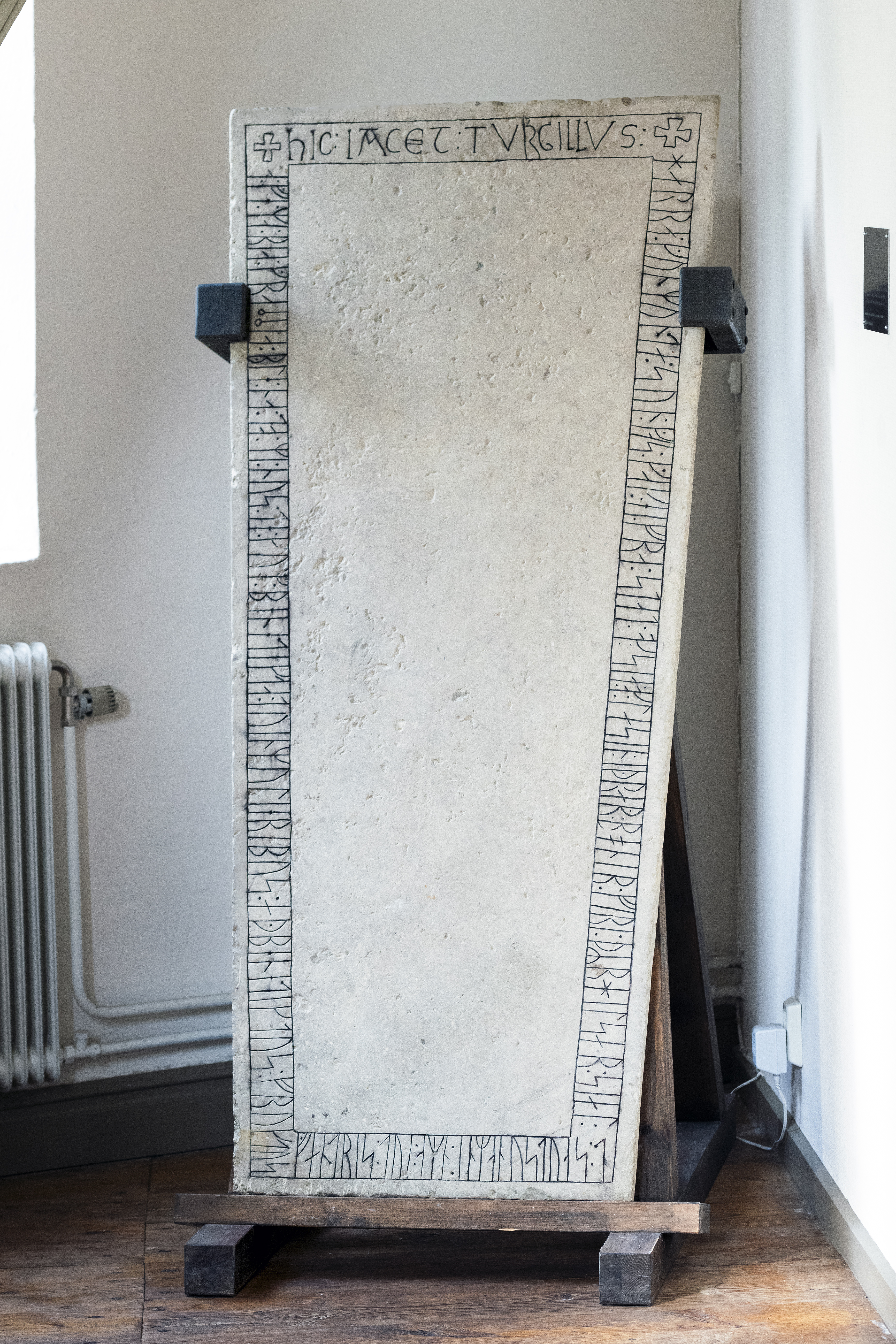
Medeltida gravhäll från Ukna gamla kyrka Sm 145

Detta är en lista över Smålands runinskrifter med signum Sm, samt Runverkets registreringsnummer, placering, socken eller kommun, typ av föremål som runsten, fragment, runhäll, runblock etc.

## Sm 1–Sm 99
Allbo härad 
- Sm 1, Alvesta kyrkogård, Aringsås socken, Alvesta kommun runsten
- Sm 2 †, Alvesta kyrkogård, Aringsås socken, Alvesta kommun runsten, numera försvunnen
- Sm 3 M?, Alvesta kyrkogård, Aringsås socken, Alvesta kommun runsten
- Sm 4 M, Blädinge kyrka, Blädinge socken, Alvesta kommun medeltida runristad dopfunt
- Sm 5, Transjö, Hjortsberga socken, Alvesta kommun, Alvesta kommun
- Sm 6, Skatelövs gamla kyrka, Skatelövs socken, Alvesta kommun
- Sm 7, Enet, Skatelövs socken, Alvesta kommun

 Kinnevalds härad 
- Sm 8, Rävagården, Dänningelanda socken, Växjö kommun
- Sm 9, Lunnagården, Vederslövs socken, Växjö kommun
- Sm 10, Tyke Vikings sten, utanför Växjö domkyrka, Växjö kommun

 Konga härad 
- Sm 11, Kung Kåres sten i Kårestad, Furuby socken, Växjö kommun, runsten
- Sm 12, Källehult, Tingsås socken, Tingsryds kommun
- Sm 13, Högnalöv, Uråsa socken, Växjö kommun
- Sm 14, Trottagården, Väckelsångs socken, Tingsryds kommun
- Sm 15, Kåragården, Östra Torsås socken, Växjö kommun
- Sm 16, Nöbbele, Östra Torsås socken, Växjö kommun

 Norrvidinge härad 
- Sm 17, Kråketorp, Asa socken
- Sm 18, Gårdsby kyrka, Gårdsby socken
- Sm 19, Stojby, Gårdsby socken
- Sm 20, Rottnekvarn, Söraby socken
- Sm 21 Tolgstenen, söder om Tolgs kyrka, Tolgs socken

 Uppvidinge härad 
- Sm 22 M, Drevs gamla kyrka, Drevs socken, Växjö kommun, inskrift på kyrkklocka
- Sm 23, Dädesjö gamla kyrka, Dädesjö socken, Växjö kommun, detalj i medeltida takmålning
- Sm 24, Skårtaryd, Dädesjö socken, Växjö kommun, runor på medeltida sländtrissa
- Sm 25, Älghults kyrka, Älghults socken, Uppvidinge kommun, inskrift på medeltida gångjärnsbeslag

 Sunnerbo härad 
- Sm 26, Angelstads kyrka, Angelstads socken, Ljungby kommun
- Sm 27, Berga kyrkogård, Berga socken, Ljungby kommun
- Sm 28, Berga kyrkogård, Berga socken, Ljungby kommun
- Sm 29, Ingelstad, Berga socken, Ljungby kommun
- Sm 30, Trotteslöv, Berga socken, Ljungby kommun
- Sm 31, Toftaholm, Dörarps socken, Ljungby kommun, runsten
- Sm 32, Hamneda gamla kyrka, Ljungby kommun
- Sm 33, Hamneda gamla kyrka, Ljungby kommun
- Sm 34, Sunnan Ljungby Kyrka, Ljungby kommun
- Sm 35, Replösastenen, Replösa, Ljungby socken, Ljungby kommun, runsten
- Sm 36, Bolmaryd, Nöttja socken, Ljungby kommun
- Sm 37, Rörbro, Nöttja socken, Ljungby kommun, runsten
- Sm 38, Pjätteryds kyrka, Älmhults kommun, del av Ave Maria återgiven med runor på medeltida dopfunt
- Sm 39, Ryssbystenen, Ryssby kyrka, Ryssby socken, Ljungby kommun, runsten
- Sm 40, Ryssby kyrkogård, Ryssby socken, Ljungby kommun
- Sm 41, Ryssby kyrka, Ryssby socken, Ljungby kommun, fragment
- Sm 42, Tunastenen, Tuna, Ryssby socken, Ljungby kommun, runsten
- Sm 43, Södra Ljunga kyrka, Södra Ljunga socken, Ljungby kommun
- Sm 44, Ivla, Södra Ljunga socken, Ljungby kommun
- Sm 45, Bräkentorpasjön, Tutaryds socken, Ljungby kommun

Västbo härad
- Sm 48, bredaryds socken
- Sm 49, Burseryds lilla kyrkklocka, Burseryds socken, Gislaveds kommun, kyrkklocka
- Sm 50, Burseryds dopfunt, Burseryds socken, Gislaveds kommun, dopfunt
- Sm 51, Forsheda kyrkogård, Forsheda socken, Värnamo kommun, runsten
- Sm 52, Forshedastenen, Forsheda socken, Värnamo kommun, runsten

Östbo härad
- Sm 55, Rasastenen, Byarums socken, Vaggeryds kommun, runsten
- Sm 62, Ed, Voxtorps socken, Värnamo kommun, runsten

Västra härad
- Sm 69, Fröderyd, Fröderyds socken, runsten
- Sm 71, Sandsjö, Runåsen, Norra Sandsjö socken, runsten
- Sm 73, Skepperstad, Skepperstads socken, runsten
- Sm 76, Komstad, Sävsjö kommun, fragment
- Sm 77, Sävsjö, Vallsjö socken, Sävsjö kommun, runsten
- Sm 78, Sibbestenen, Vallsjö socken, Sävsjö kommun, Jönköping, runsten
- Sm 80, Vallsjö, Vallsjö socken, Jönköping, runsten, flyttad
- Sm 83, Vrigstadskistan, Vrigstad, gravhäll

Östra härad
- Sm 85, Alseda kyrkogård, Alseda socken, runsten
- Sm 89, Repperda, Alseda socken, runsten
- Sm 99, Nederby, Myresjö socken, runsten

## Sm 100–Sm 170
- Sm 100, Glömsjö, Nävelsjö socken, Vetlanda kommun
- Sm 101, Nävelsjöstenen, Nöbbelesholm, Nävelsjö socken, Vetlanda kommun
- Sm 104, Vetlanda kyrka, runstensfragment
- Sm 106, Vetlanda kyrka, runsten
- Sm 110, Rese sten, runsten nu i Apotekarparken i Vetlanda
- Sm 111, Fagerängstenen, Fageräng, Vetlanda socken, Vetlanda kommun, runsten
- Sm 113, Tångerda, Vetlanda landsförsamling, Östra härad, Vetlanda
- Sm 128, Linderås socken, runsten
- Sm 130, Eksjö 28:1, runsten
- Sm 137, Kvarnarpsstenen, Eksjö 27:1
- Sm 144, Gursten, nu vid Gamleby folkhögskola
- Sm 145, Ukna ödekyrka, Ukna socken, gravhäll i vapenhuset
- Sm 147, Västra Eds kyrka, Västra Eds socken
- Sm 152, Sinnerstad, Mörlunda, nu bakom Mörlunda kyrka, Mörlunda socken, runsten
- Sm 154, i Högsby kyrka, Högsby socken, Högsby kommun, runsten
- Sm 155, Bötterum, Högsby socken, nu Långemåla socken, runsten
- Sm 157, Ryssby kyrka, Ryssby socken, Kalmar län, runsten, inmurad
- Sm 160, Kalmar slott, Kalmar
- Sm 161, Kalmar slott, Kalmar
- Sm 164, Hossmo kyrka, Hossmo socken
- Sm 166, Hossmo kyrka, Hossmo socken
- Sm 169, Ljungby kyrka, Ljungby socken, Södra Möre, runsten, inmurad i tornväggen
- Sm 170, Ljungby, Ljungby socken

## Övriga
- Sm ATA4278/31 M
- Sm Fridell2004;11 M
- Sm Sm IK339 U
- Sm IVOS1990;19 M
- Sm KALM1986;119 M
- Sm NOR1994;25
- Sm NOR1997;24 U
- Sm NOR1997;25 M
- Sm NOR2001;25
- Sm NOR2002;25
- Sm SHM6819:691
- Sm SvS1973;4